# Курнаков, Сергей Николаевич
Сергей Николаевич Курнаков (англ. Sergey Nikolaevich Kurnakov или англ. Sergei N. Kournakoff) (1892 — 1949) — бывший кавалерийский офицер, который эмигрировал в США, где стал коммунистом и агентом советской разведки, в 1946 году вернулся в СССР.

## Биография
Родился на Кавказе в дворянской семье черкесского происхождения. В 1910 году окончил Третью Санкт-Петербургскую гимназию. В 1914 году с третьего курса Института инженеров путей сообщения поступил добровольцем на службу в армию и служил в Черкесском конном полку Кавказской туземной конной дивизии в Галиции и Румынии во время Первой мировой войны, был ранен в руку. На стороне Белой армии принимал участие в боевых действиях на Кубани, в Средней Азии, на Северном Кавказе. Впоследствии он описал свой военный опыт в книге «Savage Squadrons» (1935). В марте 1920 года эвакуирован в Грузию, затем выслан в Константинополь грузинским правительством.
Эмигрировал в Америку, с того же года вёл антрепренёрскую деятельность совместно с С. И. Гурковым, организовал гастроли А. М. Павловой, Д. Э. Дункан, русской оперной труппы, Ф. И. Шаляпина. В 1927 году совместно с Владимиром Литтауэром открыл школу верховой езды в Нью-Йорке, там же начал сотрудничать в газете «Русский голос» под псевдонимом, в которой опубликовал свыше 2500 статей, прочёл более 600 лекций об СССР, провел ряд выступлений по радио. Затем продолжил работать журналистом, который писал по вопросам военной тематики для газеты Коммунистической партии Соединённых Штатов Америки, газеты «Daily Worker» и других изданий. 
Работал курьером для советской разведки и действовал как «наблюдатель за талантами» и проверяющий потенциальных новобранцев. Участник передачи сведений по американскому атомному проекту (при посредничестве Курнакова вступил в контакт с советской разведкой Теодор Холл). Он был обвинён в сочувствии коммунизму во время преподавания им на русском языке в Корнельском университете и был посмертно назван коммунистическим агентом на слушаниях в Сенате в 1953 году. Его деятельность в качестве агента была раскрыта, когда расшифровка по проекту «Венона» была обнародована в 1995 году.
Курнаковым были написаны и изданы за рубежом четыре книги на английском языке: литературная автобиография «Дикие эскадроны» (США и Англия, 1935), две книги по верховой езде и «Вооружённые силы России» (1942), две брошюры: «Роль СССР в войне» и «Могучий карлик» об атомной энергии и её использовании (1942). После нападения Германии на СССР направил в советское посольство письмо с просьбой призвать его в РККА как военнообязанного и бывшего штабс-ротмистра русской армии. В 1942 году в соответствии с указом Президиума Верховного Совета СССР от 16 апреля 1942 года получил советское гражданство. В декабре 1945 года получил разрешение вернуться в СССР и в марте 1946 года прибыл в Москву. Много писал и публиковался в США через Совинформбюро и Славянский комитет, а также в выходящей в Москве газете на английском языке «Московские новости» под псевдонимами С. Козельский, Н. Сергеев, С. Николаев, а также публиковался в советских периодических изданиях. В СССР в 1947 году была выпущена его книга «Печать Америки».
Его сын, Ник Сергеевич Курнаков, во время Второй мировой войны служил в Европе в армии США, потом перешёл в Красную армию и получил чин офицера. После Победы работал на радиостанции «Говорит Москва».